# Flora Yunnanica
Flora Yunnanica (abreviado Fl. Yunnan.) es una revista con ilustraciones y descripciones botánicas que es editada en Pekín por la Academia China de las Ciencias desde el año 1977.

## Publicaciones
- Volumen n.º 1, 1977;
- Volumen n.º 2, 1979;
- Volumen n.º 3, 1983;
- Volumen n.º 4, 1986;
- Volumen n.º 5, 1991;
- Volumen n.º 6, 1995;
- Volumen n.º 7, 1997;
- Volumen n.º 8, 1997;
- Volumen n.º 9, 2003;
- Volumen n.º 10, 2006;
- Volumen n.º 11, 2000;
- Volumen n.º 12, 2006;
- Volumen n.º 13, 2004;
- Volumen n.º 14, 2003;
- Volumen n.º 15, 2003;
- Volumen n.º 16, 2006;
- Volumen n.º 20, 2006;
- Volumen n.º 21, 2005